# Betchworth
Betchworth is een civil parish in het bestuurlijke gebied Mole Valley, in het Engelse graafschap Surrey met 1052 inwoners.
De plaats ligt aan de rivier Mole.

## Verkeer en vervoer
- Station Betchworth

## Geboren in Betchworth
- Mike d'Abo (1944), zanger (Manfred Mann) en songwriter